# The Principle of Evil Made Flesh
The Principle of Evil Made Flesh es el primer álbum de estudio de la banda musical Cradle of Filth. Este es el álbum más primitivo en lo que se refiere a sonido, aunque su producción es más refinada que la de sus demos. La voz de Dani Filth se asemeja un poco a su estilo actual.
El álbum está lleno de bombardeos de guitarra, batería y teclados, y tiene pistas instrumentales más melódicas que los otros álbumes (aunque Cruelty and the Beast y Damnation and a Day se le acercan). Este álbum es más cercano al black metal que otros trabajos posteriores, e incluye tempranos ejemplos líricos de los temas del vampirismo que la banda desarrollaría más tarde, particularmente en Dusk... and Her Embrace.
La voz adicional en «A Dream of Wolves in the Snow» es de Darren White.
Algunas pistas de este álbum fueron regrabadas en V Empire (or Dark Faerytales in Phallustein) y en Bitter Suites to Succubi

## Lista de temas
1. "Darkness Our Bride (Jugular Wedding)" – 2:00
2. "The Principle of Evil Made Flesh" – 4:34
3. "The Forest Whispers My Name" – 5:06
4. "Iscariot" – 2:33
5. "The Black Goddess Rises" – 6:48
6. "One Final Graven Kiss" – 2:15
7. "A Crescendo of Passion Bleeding" – 5:30
8. "To Eve the Art of Witchcraft" – 5:28
9. "Of Mist and Midnight Skies" – 8:09
10. "In Secret Love We Drown" – 1:29
11. "A Dream of Wolves in the Snow" – 2:10
12. "Summer Dying Fast" – 5:39
13. "Imperium Tenebrarum" – 0:49

## Créditos

### Integrantes
- Dani Filth - Voz
- Paul Allender - Guitarra
- Nicholas Barker - Batería
- Robin Graves - Bajo
- Paul Ryan - Guitarra
- Benjamin Ryan - Teclados

### Músicos de sesión/invitados
- Soror Proselenos - Violonchelo
- Andrea Meyer - Voz de acompañamiento
- Darren White - Voz adicional en «A Dream of Wolves in the Snow»

### Producción
- Mags - Productor, mezcla
- Nilesh Patel - Masterización
- Nigel Wingrove - Ilustración (portada)
- Paul Harries - Fotografía (banda)
- Chris Bell - Fotografía (portada)

Mezclado y producido en «Academy Studios». Masterización en «The Exchange».